# بودوانسکا ریویرا بودوا
بودوانسکا ریویرا بودوا (انگلیسی: Budvanska Rivijera Budva) تیم حرفه‌ای والیبال مستقر در بودوا، مونته نگرو است. این تیم در لیگ مونته نگرو و در لیگ قهرمانان والیبال اروپا به رقابت می‌پردازد. این باشگاه زیر نظر شهرداری بودوا هدایت و حمایت می‌شود.